# اکسپریمنت (جورجیا)
اکسپریمنت (به انگلیسی: Experiment) یک منطقهٔ مسکونی در ایالات متحده آمریکا است که در شهرستان اسپلدینگ، جورجیا واقع شده‌است. اکسپریمنت ۷٫۹ کیلومتر مربع مساحت و ۳٬۲۳۳ نفر جمعیت دارد و ۲۸۸ متر بالاتر از سطح دریا واقع شده‌است.